# Benoît Sauvageau
Benoît Sauvageau (* 22. November 1963 in Charlemagne, Québec; † 28. August 2006) war ein kanadischer Politiker des Bloc Québécois.
Das Studium schloss er mit einem Bachelor of Arts ab und arbeitete später als Dozent für Geisteswissenschaften und Verfassungsgeschichte. Am 25. Oktober 1993 wurde er erstmals in das Unterhaus (House of Commons) gewählt und vertrat zunächst den Wahlkreis Terrebonne (Québec) und anschließend von seiner Wiederwahl am 2. Juni 1997 bis zu seinem Tod den Wahlkreis Repentigny. Zuletzt wurde er am 23. Januar 2006 wiedergewählt.
Während seiner Parlamentszugehörigkeit übte er verschiedene Funktionen aus, so war er von Januar 2003 bis August 2004 Stellvertretender Whip seiner Fraktion. Des Weiteren war er Mitglied verschiedener Ausschüsse und Unterausschüsse. Seit der Wahl vom 28. Juni 2004 war er Stellvertretender Vorsitzender des Rechnungsprüfungsausschusses. Benoît Sauvageau, der bei einem Unfall starb, hinterließ Ehefrau sowie vier Kinder.